# Anthony Contreras
Anthony Daniel Contreras Enríquez (* 29. Januar 2000 in San José) ist ein costa-ricanischer Fußballspieler.

## Karriere

### Verein
Contreras wurde im Alter von 15 Jahren von einem Scout bei einem Spiel für einen Verein in Zapote entdeckt. Nach einem Probetraining wurde er von CS Herediano verpflichtet.
Kurz vor seinem 17. Geburtstag gab er am 15. Januar 2017 sein offizielles Debüt für den Klub in der Liga FPD gegen Belén FC, als er in der 90. Minute eingewechselt wurde. Dieser Einsatz war sein einziger Auftritt in der Saison 2017/18. In der folgenden Saison kam er nur einmal zum Einsatz, während er in der Saison 2018/19 gar nicht eingesetzt wurde. Um Spielpraxis zu sammeln, wurde er im Sommer 2019 für den Rest des Jahres an die La U Universitarios ausgeliehen, wo er 20 Spiele bestritt und sechs Tore erzielte.
Im Dezember 2019 wurde Contreras mit weiteren sechs Spielern für den Rest der Saison 2019/20 an Municipal Grecia ausgeliehen. Contreras bestritt 15 Spiele und erzielte sechs Tore für den Verein.
Contreras nahm an der Saisonvorbereitung 2020/21 von Herediano teil und saß auch bei einem Pokalspiel im August 2020 auf der Bank. Am 15. September 2020 wurde er für den Rest des Jahres 2020 an den Guadalupe FC verliehen.
Im Januar 2021 kehrte er zu Herediano zurück und wurde auf Anhieb Stammspieler. Von Januar bis Juni 2021 bestritt er 26 Ligaspiele. Anschließend wurde Contreras an die AD Guanacasteca ausgeliehen.

### Nationalmannschaft
Contreras debütierte am 12. November 2021 in einem Qualifikationsspiel zur Weltmeisterschaft 2022 gegen Kanada in der costa-ricanischen A-Nationalmannschaft. Sein erstes Länderspieltor erzielte Contreras am 27. März 2022 im WM-Qualifikationsspiel gegen El Salvador.
Nach der erfolgreichen Qualifikation berief ihn Nationaltrainer Luis Fernando Suárez in das 26-köpfige Aufgebot Costa Ricas für die Fußball-Weltmeisterschaft 2022 in Katar. Dort stand er im ersten Gruppenspiel gegen Spanien in der Startformation.